# Hans Reidel
Hans Joachim Reidel (* 21. April 1955 in München) ist ein deutscher Komponist, Arrangeur, Bandleader, Klarinettist und Pianist.

## Kindheit und Jugend
Hans Joachim Reidel wurde in München als jüngstes von drei Kindern der Kaufleute Friedrich und Henriette Reidel geboren. Er ist ein Großneffe des Malers Adolf Reidel.
Sein musikalisches Interesse begann, in einem sonst „musiklosen“ Haushalt, erst im Alter von 12 Jahren. Hierüber berichtet Reidel ironisch in „Unveröffentlichte Veröffentlichungen“.
Nach einem Jahr Akkordeonunterricht wechselte Reidel zum Klavier und lernte hier erstmals die „Klassiker“ kennen. Aus dieser Zeit stammen auch erste Kompositionsversuche. 1970 brachte er sein Opus 1, ein Klavierkonzert (verschollen) zu Papier. Bis heute gilt Reidels große Liebe der klassischen Musik und hier speziell Ludwig van Beethoven, dessen systematische Kompositionsweise er besonders schätzt.
Im Alter von 18 Jahren erlernte er Klarinette, die er als sein Hauptinstrument sieht. Die Überlegung, Pianist zu werden endete mit einer misslungenen Aufnahmeprüfung an der Münchner Musik Hochschule. So studierte Reidel nach dem Abitur Germanistik, Volkskunde und Musikwissenschaft.
Während dieser Zeit erweckte die Jazz- und Tanzmusik der 20er Jahre sein Interesse, was 1978 zur Gründung einer ersten Band führte. Zuvor war Reidel als bayerischer „Tanzboden Klarinettist“ in ganz Oberbayern unterwegs.

## Folgejahre
In den folgenden Jahren ist er Gründer und Mitspieler in zahlreichen Jazz- und Tanzorchestern, immer mit dem Schwerpunkt: Roaring 20s (vergl. „Goldene 20er Jahre“). Hier entdeckt er auch seine Liebe für authentische Arrangements, mit denen er den Sound der jeweiligen Orchester und Bands entscheidend prägt. Eine gewisse Bekanntheit erlangt er 1986–1999, als er mit seiner damaligen Band den musikalischen Rahmen zur erfolgreichen „Knoff-Hoff Show“  im ZDF liefert, die weltweit in 40 Ländern ausgestrahlt wurde.
Als aktiver Bühnenmusiker ist Hans Reidel noch immer mit seinen New Orleans Joymakers und Hans Reidels Big 9 unterwegs.
In seinen Kompositionen findet man aber kaum Spuren dieser Musik, obwohl er keine Grenzen zwischen U – und E-Musik sieht. Er schätzt deswegen besonders Nino Rota und Malcolm Arnold, in deren Werken nach seiner Einschätzung die Symbiose beider Stilrichtungen perfekt gelungen ist, bzw. das erfolgreiche Arbeiten in beiden Genres.

## Arbeit als Komponist
Nebenbei komponierte er weiter, immer mit dem Ziel, eine Sinfonie zu schreiben. Als „väterlichen“ Berater in Sachen Komposition bezeichnet er einen Freund der Familie: Kurt Graunke.
Ein grundlegender Ruck geht bei diesem Bestreben 2010 durch seine Arbeit: Reidel scheint einen eigenen Stil gefunden zu haben und beginnt fieberhaft zu komponieren; aber erst im Jahre 2016 entstand seine 1. Sinfonie, der dann bis heute elf weitere folgten. In kurzer Zeit entstehen ebenso zahlreiche Instrumentalkonzerte für fast alle gängigen Instrumente und Instrumental Kombinationen.
Der Solist, der Reidels Tuba Konzert op.68  aus der Taufe hebt, bemerkt: „Endlich mal wieder jemand, der für und nicht gegen das Instrument schreibt.“
Reidel selbst sieht sich mehr als „musikalischen Chronisten“, denn als Komponisten: „Ich bin ein wandelndes Musiklexikon und es fällt mir schwer, Dinge zu Papier zu bringen, ohne dabei sofort an etwas bereits Gehörtes zu denken.“ Und weiter: „Ich will nicht revolutionieren, sondern einfach unterhalten; mal heiter - mal nachdenklich“.

## Privates
Reidel ist verheiratet, hat zwei Kinder und zwei Enkelkinder und lebt in der Nähe von München. Neben der Musik zählt das Familienleben und das Kochen zu seinen großen Leidenschaften.

## Werke (Auswahl)
- 12 Sinfonien
- 8 Serenaden für Streichorchester
- 3 Klarinettenkonzerte
- 2 Klavier - Horn -  und Posaunenkonzerte
- Konzerte für Flöte, Oboe, 2 und 3 Klarinetten, Fagott, Trompete, Tuba, Cembalo und Cello
- Zahlreiche Divertimenti für verschiedene Instrumente mit Orchesterbegleitung
- An die 60 Klavierstücke

(Quelle:)